# Le Faisceau
Pour les articles homonymes, voir Faisceau.
 (novembre 2021).
Si vous disposez d'ouvrages ou d'articles de référence ou si vous connaissez des sites web de qualité traitant du thème abordé ici, merci de compléter l'article en donnant les références utiles à sa vérifiabilité et en les liant à la section « Notes et références ».

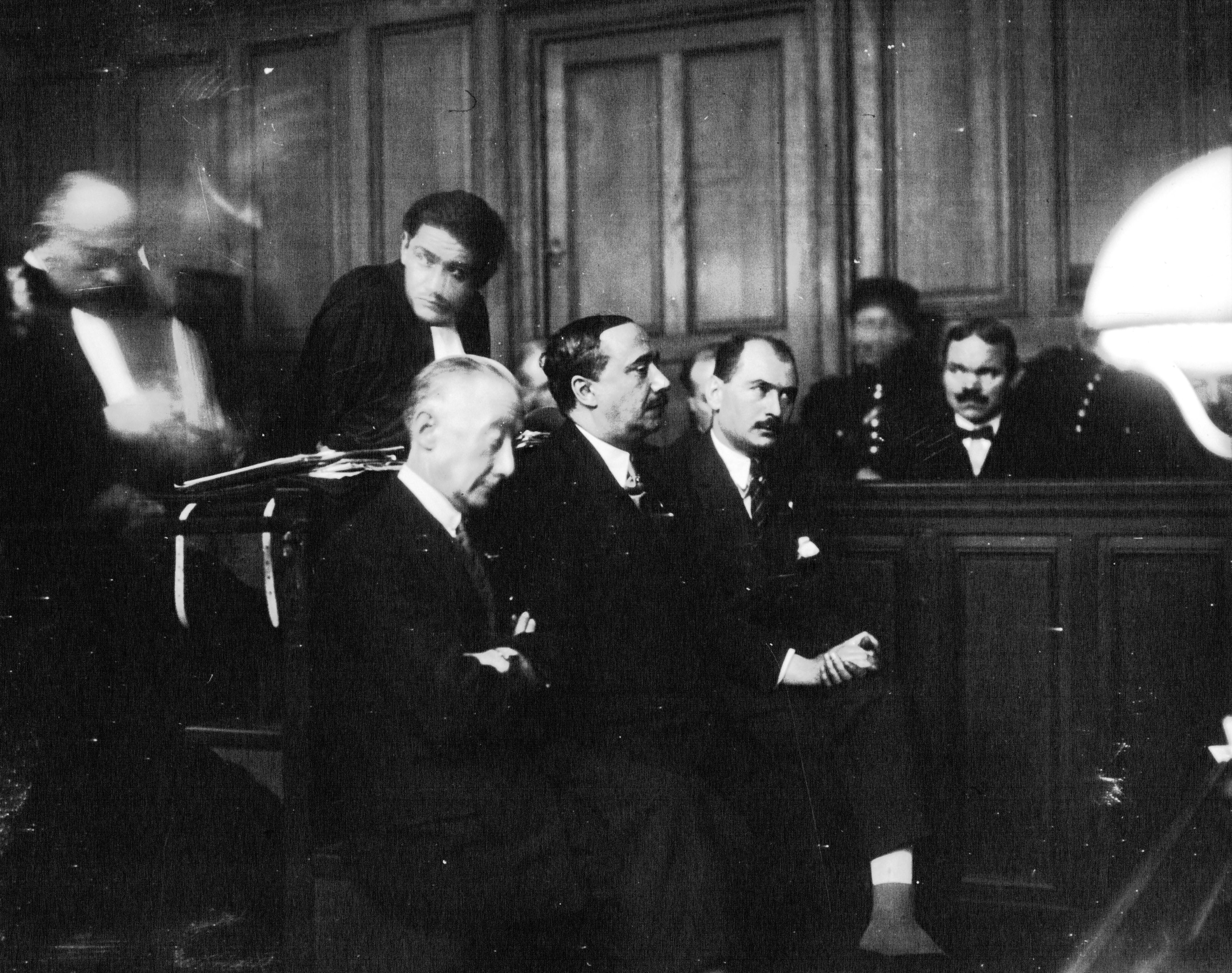
Maurice Langlois-Longueville, Georges Valois et Jacques Arthuys, membres du Faisceau, devant la XIe chambre correctionnelle (24 janvier 1927) à la suite d'une expédition contre les locaux de l'Action française le 14 novembre précédent (Agence Meurisse, Paris).

Le Faisceau, dont le nom fait référence au fascisme italien, est un éphémère parti fasciste français. Fondé en 1925 par des personnalités très diverses (anciens combattants, un ancien syndicaliste et d'anciens monarchistes), il disparait en 1928.

## Histoire du Faisceau

### Fondation
Le Faisceau fut fondé au terme d'une réunion salle Wagram le 11 novembre 1925 par Georges Valois, à la suite d'une scission avec l'Action française.
Sa direction rassemblait Georges Valois, Jacques Arthuys (vice-président), le lieutenant André d'Humières (délégué général et responsable de l'organisation paramilitaire), Philippe Barrès (délégué à la propagande, fils de Maurice Barrès) et l'industriel du pétrole Serge André (administrateur).
L'année qui suit sa création, le Faisceau rassemble près de 25 000 « Chemises bleues ».

### Organisation
Le parti était composé de quatre « faisceaux »:
- le « Faisceau des combattants » ou « légions », regroupant les anciens combattants de la Première Guerre mondiale et des guerres coloniales, organisés en compagnies, sections et groupes ;
- le « Faisceau des producteurs », composé de corporations ;
- le « Faisceau des jeunes » avec les « Jeunesses fascistes » et le « Faisceau universitaire » ;
- le « Faisceau civique ».

Le Faisceau disposait d'un journal Le Nouveau Siècle, fondé le 26 février 1925, ainsi que d'un uniforme et de rituels (défilés paramilitaires).

### Polémique avec l'Action française

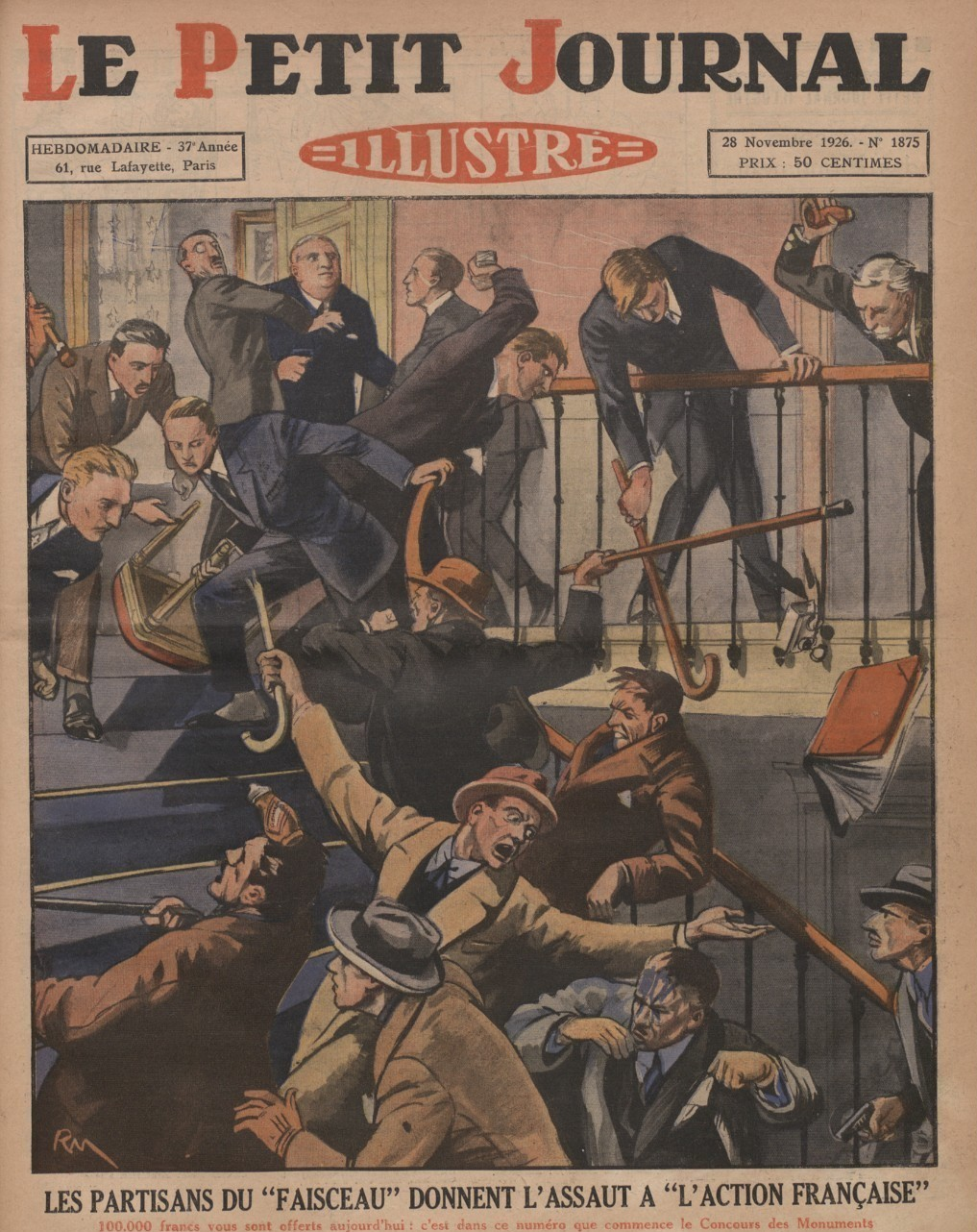
Attaque des locaux de l'Action française par le Faisceau dans Le Petit journal illustré du 28 novembre 1926.

Lors de sa création, le Faisceau aurait récupéré 1 800 membres de l'Action française de Paris entre décembre 1925 et avril 1926. Dans le Sud-Ouest, les démissions de l'Action française auraient représenté près de 30% des adhérents. Charles Maurras, Léon Daudet et Maurice Pujo s'inquiètent de cette percée du Faisceau dans leurs rangs et s'attellent à jeter le discrédit sur Georges Valois et à saper ses financements et son journal. L'Action française accuse le Faisceau de collusion avec les communistes. Cette charge permet de convaincre le mécène Eugène Mathon et le patronat industriel du Nord de retirer leurs financements dès novembre 1925,. En janvier 1926, l'Action française parvient à stopper les contributions d'écrivains et de journalistes dans Le Nouveau Siècle.
Le 15 décembre 1925, les Camelots du Roi sabotent une réunion du Faisceau universitaire à la salle d'Horticulture à Paris.
En 1926, Charles Maurras accuse Georges Valois de bénéficier de subsides de l'Italie fasciste en vue de provoquer une guerre avec la France. En représailles, le Faisceau organise une expédition punitive dans les locaux de l'Action française, rue de Rome, le 14 novembre 1926. Des coups de feu sont échangés entre fascistes et royalistes. Léon Daudet et les membres de l'Action française parviennent à repousser les assaillants jusqu'à blesser grièvement un membre du Faisceau.
Dans la presse de l'Action Française, Charles Maurras orthographie systématiquement le Faisceau avec une orthographe italienne (le Fesso) pour dénigrer cette organisation et souligner ses liens avec une puissance étrangère. Fesso est un terme argotique italien particulièrement péjoratif signifiant peu ou prou connard ou abruti.

### Crise et éclatement
Le sabotage des financements du Faisceau réalisé par l'Action française porte un coup dur au mouvement de Georges Valois dès ses débuts.
Malgré un nombre considérable d'adhérents, le parti éclate en 1928 après de graves dissensions internes.
Deux principaux débats sont à l'origine de la dissolution du Faisceau : l'alignement ou non sur le fascisme italien, que Georges Valois (issu à la fois des milieux de l'Action française et du syndicalisme révolutionnaire) juge de plus en plus réactionnaire par rapport à ses propres idéaux révolutionnaires ; l'écart considérable entre une volonté sociale révolutionnaire (sincère chez Valois qui s'est tourné ensuite vers la gauche) et le financement du Faisceau par le grand capital anticommuniste comme François Coty, Valois lui-même se disant alors déçu du fascisme italien qui se trouve effectivement dans une période de libéralisme économique.

## Idéologie
Ce mouvement se réclamait d'un fascisme inspiré du modèle italien. Il entendait faire la synthèse du nationalisme et du socialisme, c'est-à-dire d'instaurer une dictature nationale au-dessus de toutes les classes sociales, avec un chef proclamé par les anciens combattants (supposés représenter une élite morale) et acclamé par la foule.
Il s'agissait de combiner un modèle antiparlementaire, dominé par un exécutif fort, avec un syndicalisme totalement libre, ce point constituant néanmoins une différence fondamentale avec le fascisme italien.
L'idée d'une forme politique dominée par un pouvoir exécutif puissant et personnifié par le chef de l'État (nécessairement un homme d'action) qui aurait pour base électorale les déçus du parlementarisme constituait déjà le projet des boulangistes en 1889.
De telles idées ont permis au Faisceau de recruter des intellectuels attirés par l'aspect alors moderne, jeune, non-conformiste et révolutionnaire de ce fascisme à la française comme Philippe Lamour, Philippe Barrès et Paul Nizan.

## Personnalités
- Georges Valois, ancien membre de l'Action française, rejoignit la gauche après le Faisceau. Il participa à la résistance et mourut en déportation.
- Jacques Arthuys, ancien membre de l'Action française et économiste, rejoignit la Résistance et dirigea le mouvement OCM. Il mourut en déportation.
- André d'Humières, ancien combattant, pilote dans l'escadron « Jeanne d'Arc », rejoignit la Résistance.
- Philippe Barrès, fils de l'écrivain nationaliste Maurice Barrès, fut plus tard partisan de la France libre et fut élu député gaulliste (RPF) en 1951.
- Serge André est un industriel du pétrole, il a co-dirigé un périodique, L'Opinion (source).
- Marcel Bucard, ancien membre de l'Action française, fasciste et militant d'extrême droite, créa le Francisme (1933). Collaborateur notoire, il fut exécuté en 1946.
- Hubert Bourgin est un intellectuel de droite, ancien membre de la Ligue des patriotes.
- Dr Thierry de Martel, fils de l’écrivaine nationaliste Gyp, se suicide lors de l’entrée des Allemands à Paris en 1940.
- Hubert Lagardelle est un leader syndicaliste révolutionnaire au Parti ouvrier français et à la CGT ; il fut l'ami de Mussolini et devint ministre du Travail sous le régime de Vichy.
- Marcel Delagrange est un ancien maire PCF de Périgueux, puis un haut responsable du Faisceau.
- Jacques Debû-Bridel, ancien membre de l'Action française, rejoignit ensuite la Fédération républicaine. Résistant, il fut membre du CNR, puis gaulliste de gauche.
- Paul Nizan est un écrivain et philosophe communiste, membre du PCF et ami de Jean-Paul Sartre, mais n'appartient au Faisceau que quelques mois.
- Philippe Lamour, ancien membre du Parti radical, est président des « Faisceaux universitaires » ; il devint un grand technocrate des Quatrième et Cinquième Républiques, notamment en ce qui concerne l'aménagement du territoire et la modernisation de l'agriculture.
- Bardy était responsable de la CGT et du PCF avant d'adhérer au Faisceau.
- Pierre Dumas, ancien secrétaire général de la Fédération de l’habillement (CGT), est devenu membre de l'Action française.
- Le Corbusier, architecte franco-suisse.
- Pierre Winter, médecin et hygiéniste.
- François de Pierrefeu, ingénieur et urbaniste.
- Norbert Bézard, militant sarthois.

## Après le Faisceau
Après l'éclatement du Faisceau en 1928, Georges Valois fonde le Parti républicain syndicaliste (PRS) le 10 juin 1928. Il voulait développer une nouvelle économie syndicaliste et coopérativiste. Parmi les membres, on comptait notamment : Charles-Albert (ancien anarchiste devenu néo-jacobin), Jacques Arthuys, Hubert Bourgin et René Capitant (futur gaulliste de gauche). Ce mouvement rejoindra la gauche. Le PRS avait pour organe principal la revue les Cahiers Bleus où écrivaient notamment Édouard Berth, Marcel Déat, Bertrand de Jouvenel et Pierre Mendès France.
Les membres du Faisceau restés fidèles à l’Italie fasciste, fondent le Parti fasciste révolutionnaire (PFR), groupuscule animé par le docteur Pierre Winter. Les principaux adhérents étaient : E. d’Eaubonne, Philippe Lamour, Maurice de Barral (ce dernier, haut fonctionnaire, militant des mouvements d’anciens combattants et mutuellistes, deviendra un compagnon de route du PCF sous la IVe République et l’un des dirigeants de l'Union progressiste et de Démocratie combattante). Le journal du PFR s'intitulait la Révolution fasciste.
L'universitaire spécialiste de l'antisémitisme Simon Epstein constate dans son ouvrage Un paradoxe français (2008), que le Faisceau, cette première organisation fasciste française, s’avèrera particulièrement fournie en futurs résistants et dirigeants de la Résistance : son fondateur Georges Valois mourra en déportation à Bergen-Belsen, Jacques Arthuys, sera dirigeant de l’Organisation civile et militaire (OCM) et mourra lui aussi en déportation, les journalistes Roger Giron (1900-1990) et Georges Oudard, anciens du Faisceau, écriront dans Vérités puis Combat clandestins, Philippe Barrès, fils de Maurice Barrès sera gaulliste, André d'Humières, Jacques Debû-Bridel, André Rousseaux, Philippe Lamour entre autres s'engageront aussi très activement dans la Résistance.